# Formule E 2020/2021
Sezóna 2020/21 závodů Formule E byla sedmou sezónou šampionátu Formule E pořádaného Mezinárodní automobilovou federací FIA, který je nejvyšším mistrovství v kategorii monopostů na elektrický pohon. Od této sezóny se poprvé označoval také jako Mistrovství světa vozů Formule E.
Titul ze sezóny 2019/20 obhajoval Portugalec António Félix da Costa, ale novým šampionem a tím i prvním mistrem světa se stal Nyck de Vries z Nizozemska. Druhý skončil Edoardo Mortara (Švýcarsko) a třetí Jake Dennis (Velká Británie). Mezi týmy vítězství obhajoval čínský tým Techeetah-DS, ale nakonec skončil třetí, když se před něj dostali vítězný německý tým Mercedes-EQ a Jaguar Racing z Velké Británie.

## Změny v pravidlech

### Technická pravidla
Výrobci od této sezóny mohli upravovat součásti pohonných jednotek jen jednou během dvou let, jako součást prodlouženého období homologace. Týmy se tak mohly rozhodnout, zda nasadí nové pohonné jednotky pro tuto sezónu a budou s nimi jezdit dva roky, anebo využijí možnosti prodloužené homologace a uvedou nové jednotky až v další sezóně – ale pouze na jeden rok. Od sezóny 2022/23 je totiž plánnovaná zcela nová specifikace monopostu i jednotek.

## Jezdci a týmy
| Tým                              | Pohonná jednotka                 | No. | Jezdec                 | Závody | Testovací/Rezervní Jezdci |
| -------------------------------- | -------------------------------- | --- | ---------------------- | ------ | ------------------------- |
| Envision Virgin Racing           | Audi e-tron FE07                 | 4   | Robin Frijns           | 1–11   |                           |
| Envision Virgin Racing           | Audi e-tron FE07                 | 37  | Nick Cassidy           | 1–15   |                           |
| Mercedes-Benz EQ Formula E Team  | Mercedes-Benz EQ Silver Arrow 02 | 5   | Stoffel Vandoorne      | 1–15   |                           |
| Mercedes-Benz EQ Formula E Team  | Mercedes-Benz EQ Silver Arrow 02 | 17  | Nyck de Vries          | 1–15   |                           |
| Dragon / Penske Autosport        | Penske EV-5                      | 6   | Nico Müller            | 1–7    |                           |
| Dragon / Penske Autosport        | Penske EV-5                      | 6   | Joel Eriksson          | 8–15   |                           |
| Dragon / Penske Autosport        | Penske EV-5                      | 7   | Sérgio Sette Câmara    | 1–15   |                           |
| NIO 333 FE Team                  | NIO 333 001                      | 8   | Oliver Turvey          | 1–15   |                           |
| NIO 333 FE Team                  | NIO 333 001                      | 88  | Tom Blomqvist          | 1–15   |                           |
| Jaguar Racing                    | Jaguar I-Type 5                  | 10  | Sam Bird               | 1–15   |                           |
| Jaguar Racing                    | Jaguar I-Type 5                  | 20  | Mitch Evans            | 1–15   |                           |
| Audi Sport ABT Schaeffler        | Audi e-tron FE07                 | 11  | Lucas di Grassi        | 1–15   |                           |
| Audi Sport ABT Schaeffler        | Audi e-tron FE07                 | 33  | René Rast              | 1–15   |                           |
| DS Techeetah                     | DS E-Tense FE20                  | 13  | António Félix da Costa | 1–15   |                           |
| DS Techeetah                     | DS E-Tense FE20                  | 25  | Jean-Éric Vergne       | 1–15   |                           |
| Nissan e.dams                    | Nissan IM02                      | 22  | Oliver Rowland         | 1–15   |                           |
| Nissan e.dams                    | Nissan IM02                      | 23  | Sébastien Buemi        | 1–15   |                           |
| BMW i Andretti Motorsport        | BMW iFE.21                       | 27  | Jake Dennis            | 1–15   |                           |
| BMW i Andretti Motorsport        | BMW iFE.21                       | 28  | Maximilian Günther     | 1–15   |                           |
| Mahindra Racing                  | Mahindra M7Electro               | 29  | Alexander Sims         | 1–15   |                           |
| Mahindra Racing                  | Mahindra M7Electro               | 94  | Alex Lynn              | 1–15   |                           |
| TAG Heuer Porsche Formula E Team | Porsche 99X Electric             | 36  | André Lotterer         | 1–15   |                           |
| TAG Heuer Porsche Formula E Team | Porsche 99X Electric             | 99  | Pascal Wehrlein        | 1–15   |                           |
| ROKiT Venturi Racing             | Mercedes-Benz EQ Silver Arrow 02 | 48  | Edoardo Mortara        | 1–15   |                           |
| ROKiT Venturi Racing             | Mercedes-Benz EQ Silver Arrow 02 | 71  | Norman Nato            | 1–15   |                           |

### Změny jezdců

#### Změny před sezónou
- Sam Bird a tým Virgin ukončili spolupráci. Bird se přesunul k týmu Jaguar, kde nahradil Jamese Calada.[13]
- Místo Birda přišel k Virginu Nick Cassidy, který úspěšně absolvoval nováčkovský test 2020 v Marrákeši.[2]
- Felipe Massa po dvou sezónách opustil Venturi.[30]
- René Rast získal pozici stálého pilota u týmu Audi Sport ABT Schaeffler, pro které závodil v posledních 6 závodech předcházející sezóny v Berlíně místo Daniela Abta.
- Pascal Wehrlein přešel k týmu TAG Heuer Porsche, odkud odešel Neel Jani.[26]
- Alexander Sims také změnil tým; odešel od BMW i Andretti Motorsport a upsal se týmu Mahindra Racing, kde nahradil Jérôma d'Ambrosia.[22] K Simsovi pak přišel další Brit Alex Lynn.[23] Na původní misto u Andretti Motorsport přišel Jake Dennis.[20]
- Norman Nato bude jezdit za ROKiT Venturi Racing namísto Felipeho Massy.[29]
- Jérôme d'Ambrosio skončil u týmu Mahindra Racing a skončil i se závoděním. Od příští sezóny bude působit u týmu Venturi jako zástupce vedoucího týmu.[31]
- Sérgio Sette Câmara podepsal u týmu Dragon / Penske Autosport na trvalou smlouvu poté, co pro tým závodil v posledních 6 závodech předcházející sezóny v Berlíně.[7]
- U týmu NIO 333 nahradil Tom Blomqvist původního pilota Ma Čching-chua.

#### Změny během sezóny
- V týmu Dragon nahradil Nico Müllera švédský závodník Joel Eriksson.[6]

## Kalendář závodů
| Kolo | ePrix                       | Země               | Trať                        | Datum             |
| ---- | --------------------------- | ------------------ | --------------------------- | ----------------- |
| 1    | ePrix Ad Diriyah závod 1    | Saúdská Arábie     | Riyadh Street Circuit       | 26. února 2021    |
| 2    | ePrix Ad Diriyah závod 2    | Saúdská Arábie     | Riyadh Street Circuit       | 27. února 2021    |
| 3    | ePrix Říma závod 1          | Itálie             | Circuito Cittadino dell'EUR | 10. dubna 2021    |
| 4    | ePrix Říma závod 2          | Itálie             | Circuito Cittadino dell'EUR | 11. dubna 2021    |
| 5    | ePrix Valencie závod 1      | Španělsko          | Circuit Ricardo Tormo       | 24. dubna 2021    |
| 6    | ePrix Valencie závod 2      | Španělsko          | Circuit Ricardo Tormo       | 25. dubna 2021    |
| 7    | ePrix Monaka                | Monako             | Circuit de Monaco           | 8. května 2021    |
| 8    | ePrix Puebly závod 1        | Mexiko             | Autódromo Miguel E. Abed    | 19. června 2021   |
| 9    | ePrix Puebly závod 2        | Mexiko             | Autódromo Miguel E. Abed    | 20. června 2021   |
| 10   | ePrix New York City závod 1 | USA                | Brooklyn Street Circuit     | 10. července 2021 |
| 11   | ePrix New York City závod 2 | USA                | Brooklyn Street Circuit     | 11. července 2021 |
| 12   | ePrix Londýna závod 1       | Spojené království | ExCeL London                | 24. července 2021 |
| 13   | ePrix Londýna závod 2       | Spojené království | ExCeL London                | 25. července 2021 |
| 14   | ePrix Berlína závod 1       | Německo            | Tempelhof Street Circuit    | 14. srpna 2021    |
| 15   | ePrix Berlína závod 2†      | Německo            | Tempelhof Street Circuit    | 15. srpna 2021    |

Poznámky
- † – Druhý závod ePrix Berlína se jel na upravené trati – v opačném směru oproti prvnímu závodu víkendu.

### Změny v kalendáři
- Závodní víkendy EPrix Říma se vrátila do kalendáře poté, co byla v roce 2020 zrušena vinou pandemie covidu-19. Do kalendáře se měla vrátit i EPrix Paříže a EPrix Sanya, ale ty byly pro pokračující pandemii opět zrušeny.[32]
- EPrix Ad Diriyah byla přesunuta z listopadu na únor. Zároveň se jednalo o první závody Formule E pod umělým osvětlením.[33]
- EPrix Monaka se vrátila do kalendáře, protože je pořádána každé dva roky. Poprvé jely vozy Formule E na okruhu, který využívá i Formule 1; dosud Formule E jezdily na zkrácené trati.[34][35]
- EPrix Santiaga se měla stát prvním závodním víkendem sezóny a měly se uskutečnit dva závody. Zároveň se celý víkend měl uskutečnit „za zavřenými dveřmi“, v přísných podmínkách. [36] Vzhledem ke zvýšeným omezením kvůli pandemii covidu-19 ve Velké Británii bylo v prosinci 2020 rozhodnuto, že se závodní víkend odloží.[37] V prozatímním kalendáři byl závodní víkend přesunut na červen 2021 a zůstaly i původně plánované dva soutěžní závody.[32] Nakonec se EPrix Santiaga neuskutečnila vůbec.
- V kalendáři se objevila poprvé EPrix Valencie, která se uskutečnila na okruhu Circuit Ricardo Tormo, v minulosti používaném pro předsezónní testy.[32]
- Debut v šampionátu měla zažít i EPrix Soulu; závod byl původně poprvé zařazen v předcházející sezóně, ale byl zrušen vinou pandemie, a stejně tak byla zrušena i pro tento ročník.
- EPrix Berlína se měla stát znovu víkendem s pouze jedním závodem, na rozdíl od roku 2020, kdy Berlín hostil posledních 6 závodů sezóny 2019/20. Vinou zrušení některých jiných EPrix se v Berlíně jely dva závody a jednalo se stejně jako v předchozím roce opět o poslední závody sezóny. Druhý závod na stejné trati se jel v opačném směru.
- Po 5 letech se vrátila i EPrix Londýna, a to na trati okolo ExCeL arény v Londýně. Závod byl původně zařazen v předcházející sezóně, ale byl zrušen vinou pandemie. V Londýně se odjely rovnou dva závody.
- Vinou pandemie byla zrušena i EPrix Marrákeše a EPrix Mexico City byla nahrazena EPrix Puebly.

## Výsledky

### ePrix
| Kolo | Závod               | Kvalifikace       | Kvalifikace            | Závod             | Závod                  | Závod                      | Výsledky |
| Kolo | Závod               | Skupinová fáze    | Pole position          | Nejrychlejší kolo | Vítězný jezdec         | Vítězný tým                | Výsledky |
| ---- | ------------------- | ----------------- | ---------------------- | ----------------- | ---------------------- | -------------------------- | -------- |
| 1    | ePrix Ad Diriyah    | Nyck de Vries     | Nyck de Vries          | Stoffel Vandoorne | Nyck de Vries          | Mercedes-EQ Formula E Team | Výsledky |
| 2    | ePrix Ad Diriyah    | Robin Frijns      | Robin Frijns           | Nyck de Vries     | Sam Bird               | Jaguar Racing              | Výsledky |
| 3    | ePrix Říma          | Oliver Rowland    | Stoffel Vandoorne      | Mitch Evans       | Jean-Éric Vergne       | DS Techeetah               | Výsledky |
| 4    | ePrix Říma          | Norman Nato       | Nick Cassidy           | Nyck de Vries     | Stoffel Vandoorne      | Mercedes-EQ Formula E Team | Výsledky |
| 5    | ePrix Valencie      | Alex Lynn         | António Félix da Costa | Robin Frijns      | Nyck de Vries          | Mercedes-EQ Formula E Team | Výsledky |
| 6    | ePrix Valencie      | Jake Dennis       | Jake Dennis            | Alexander Sims    | Jake Dennis            | BMW i Andretti Motorsport  | Výsledky |
| 7    | ePrix Monaka        | Robin Frijns      | António Félix da Costa | Stoffel Vandoorne | António Félix da Costa | DS Techeetah               | Výsledky |
| 8    | ePrix Puebly        | Pascal Wehrlein   | Pascal Wehrlein        | Oliver Rowland    | Lucas di Grassi        | Audi Sport ABT Schaeffler  | Výsledky |
| 9    | ePrix Puebly        | Jake Dennis       | Oliver Rowland         | René Rast         | Edoardo Mortara        | ROKiT Venturi Racing       | Výsledky |
| 10   | ePrix New York City | Sébastien Buemi   | Nick Cassidy           | Norman Nato       | Maximilian Günther     | BMW i Andretti Motorsport  | Výsledky |
| 11   | ePrix New York City | Sam Bird          | Sam Bird               | Mitch Evans       | Sam Bird               | Jaguar Racing              | Výsledky |
| 12   | ePrix Londýna       | André Lotterer    | Alex Lynn              | Mitch Evans       | Jake Dennis            | BMW i Andretti Autosport   | Výsledky |
| 13   | ePrix Londýna       | Alex Lynn         | Stoffel Vandoorne      | Robin Frijns      | Alex Lynn              | Mahindra Racing            | Výsledky |
| 14   | ePrix Berlína       | Jean-Éric Vergne  | Jean-Éric Vergne       | René Rast         | Lucas di Grassi        | Audi Sport ABT Schaeffler  | Výsledky |
| 15   | ePrix Berlína       | Stoffel Vandoorne | Stoffel Vandoorne      | Lucas di Grassi   | Norman Nato            | ROKiT Venturi Racing       | Výsledky |

Poznámky
1. ↑  Stoffel Vandoorne zaznamenal nejrychlejší kolo závodu, ale v tomto kole použil zrychlení FanBoost. Nemohl tak získat extra bod za nejrychlejší kolo – bod byl připsán René Rastovi.
2. ↑  Nyck de Vries zaznamenal nejrychlejší kolo, ale protože nedokončil závod mezi prvními 10 jezdci, extra bod získal Stoffel Vandoorne.
3. ↑  Alexander Sims zaznamenal nejrychlejší kolo, ale protože nedokončil závod mezi prvními 10 jezdci, extra bod získal Alex Lynn.
4. ↑  Stoffel Vandoorne zaznamenal nejrychlejší kolo, ale protože nedokončil závod mezi prvními 10 jezdci, extra bod získal Jean-Éric Vergne.
5. ↑  Oliver Rowland zaznamenal nejrychlejší kolo, ale protože nedokončil závod mezi prvními 10 jezdci, extra bod získal René Rast.
6. ↑  Norman Nato zaznamenal nejrychlejší kolo, ale protože nedokončil závod mezi prvními 10 jezdci, extra bod získal Sam Bird.
7. ↑  Mitch Evans zaznamenal nejrychlejší kolo, ale protože nedokončil závod mezi prvními 10 jezdci, extra bod získal Anténio Félix da Costa.
8. ↑  Mitch Evans zaznamenal nejrychlejší kolo, ale protože nedokončil závod mezi prvními 10 jezdci, extra bod získal René Rast.
9. ↑  Lucas di Grassi zaznamenal nejrychlejší kolo, ale protože nedokončil závod mezi prvními 10 jezdci, extra bod získal Norman Nato.